# Меморіал вічної слави (Луцьк)

Пам'ятник невідомому солдату

Меморіал Вічної Слави — меморіальний комплекс у Луцьку, що увічнює пам'ять волинян, загиблих у ході захисту території України. Заснований у 1976 році як меморіал, присвячений визволенню Волині від німецько-нацистських загарбників. З часом на ньому встановлено пам'ятники ліквідаторам аварії на ЧАЕС, жертвам нацизму, комунізму та депортацій, особам, загиблим під час Революції гідності, АТО й ООС та інші монументи, пам'ятні знаки та плити. Комплекс має статус пам'ятки історії та культури національного значення.

## Територія та пам'ятники
Загальна площа території меморіального комплексу — 7,5 гектара (з них 5 га зелених насаджень). Меморіал оздоблено плитами чорного лабрадориту та червоного граніту. Центральним монументом є обеліск заввишки 40 метрів з бронзовою скульптурою Матері-Батьківщини заввишки 9 метрів, перед яким розташовано вічний вогонь. З боків монумента — бронзові барельєфи солдатів-визволителів Луцька і партизанів. Обеліск напівколом огинають пам'ятні плити з назвами військових частин і формувань, які діяли на території Волині. Головний вхід до меморіалу оточують пілони з датами початку й кінця Німецько-радянської війни — 1939 і 1945.
Праворуч від обеліска, наприкінці короткої алеї — стіна з горельєфом «прокляття фашизму» і згадкою жертв в'язнів гетто й концтаборів. Раніше на стіні містилися назви 107 сіл, спалених загарбниками. Ліворуч від центрального обеліска відходять дві паралельні алеї, котрі ведуть до пам'ятника пораненому невідомому солдату та братської могили, за яким стоїть стіна скорботи. Раніше у неї було вмонтовано невеликий фонтан, що символізував сльози.
У братській могилі воїнів Німецько-радянської війни, що знаходиться біля пам'ятника невідомому солдату, захороненні понад 1800 солдатів, загиблих під час визволення Луцька. Також на меморіалі розташовані: плити з переліком підпільних борців; пам'ятний знак волинянам-солдатам останнього призову Другої світової війни; волинянам, які загинули при виконанні інтернаціонального обов'язку (воїнам-афганцям); жертвам депортації українців з етнічних земель у Польщі; ліквідаторам аварії на ЧАЕС та постраждалим внаслідок Чорнобильської катастрофи; пам'ятник Василю Мойсею та іншим волинським Героям Небесній Сотні. На одному з країв комплексу стоїть каплиця, що лишилася від колишнього польського цвинтаря.
Навпроти входу на меморіал на розі вулиць Шопена та Огієнка до 2016 року містилася алея, де стояли стели з табличками, на котрих були перелічені військові — Герої Радянського Союзу, котрі воювали на Волині.

## Історія
До приходу на Волинь радянської влади в 1939 році на території сучасного меморіалу розташовувався католицький цвинтар. Він поступово розширювався після 1803 року, коли було ліквідовано старий цвинтар біля костелу бернардинів (сучасний Свято-Троїцький православний собор). На території цвинтаря стояла дерев'яна каплиця, замінена в 1870 році (за іншими даними 1885) році на муровану, виконану в стилі ампір.
Військові поховання з'явилися там на початку XX століття. Першим стало поховання 19-и вояків польської армії, які загинули в боях з більшовиками біля Луцька в 1918—1920 роки. Потім ховали й інших польських вояків, померлих з 1921 по 1939 роки. Між могилами стояв високий хрест і обабіч нього — пам'ятні таблиці. На окремій частині кладовища ховали духовенство і членів їхніх родин. У 1960-70-х роках радянська влада ліквідувала кілька старих цвинтарів Луцька, в тому числі й цей. Частину могил не було перенесено, а просто покладено поверх них тротуарну плитку.
Меморіал Вічної Слави, присвячений визволенню Волині від німецько-фашистських загарбників, було вирішено створити 15 січня 1976 року рішенням Виконкому Луцької міської ради в Луцьку. Авторами комплексу були народний художник УРСР, скульптор Макар Вронський, архітектор Василь Грезділов, співавторами — Г. Бородін та Г. Годлевський. Відкриття меморіалу відбулося 29 жовтня 1977 року. На цю подію приїхав колишній командир 121-ї гвардійської стрілецької дивізії, яка визволяла Луцьк, Герой Радянського Союзу, генерал-майор Логвин Червоній[джерело?].
У березні 2002 році біля плит з іменами загиблих воїнів-інтернаціоналістів було встановлено пам'ятник загиблим воїнам-афганцям. Тоді ж відкрито пам'ятник, яким вшановано трагічну долю українців Холмщини, Підляшшя, Надсяння, Лемківщини та Бойківщини. Поруч — плита на вшанування волинян останнього воєнного призову, які загинули у саратовських таборах від тяжкої праці, голоду та хвороб.
Під час сесії 6 грудня 2007 року депутати Луцької міськради перейменували Меморіал Вічної Слави на Меморіал Пам'яті. Згодом це рішення опротестувала прокуратура і відтоді воно не виконується. В квітні 2012 року в Луцьку була ініційована комісія, яка мала розібратися з процедурою перейменування Меморіалу слави на Меморіал пам'яті.
22 серпня 2008 року на меморіалі відкрито пам'ятник ліквідаторам аварії на ЧАЕС та постраждалим внаслідок Чорнобильської катастрофи.
23 серпня 2015 року встановлено пам'ятник Василю Мойсею та іншим волинським Героям Небесній Сотні (Олександр Бадера, Сергій Байдовський, Едуард Гриневич, Юрій Сидорчук, Іван Тарасюк, Віктор Хом'як).
У березні 2016 року алею Героїв Радянського Союзу, розташовану навпроти одного із входів на меморіал, було ліквідовано. На її місці споруджено житловий будинок з офісами.
У жовтні 2017 року на території меморіального комплексу заборонили вигулювати домашніх тварин. Порушників пообіцяли штрафувати.
У квітні 2019 року до Дня Перемоги виготовили та встановили нові меморіальні плити (попередні викрали вандали) та провели ремонт стели і підпірної стінки зі сторони вул. Нестора Бурчака.
1 липня 2020 року на меморіалі реалізовувати проєкт щодо освітлення стели в нічний час. А у грудні на території меморіалу почали зрізати аварійні дерева. Всього тут запланували видалити 23 дерева, серед них — 14 ялин. Також у 2020 завершено пам'ятник ветеранам повітрянодесантних військ.
У квітні 2021 року замінили гранітні плити біля Вічного вогню, які зіпсували вандали.
У зв'язку з відкритим російським вторгненням в Україну, 27 квітня 2022 року з меморіалу прибрали радянську символіку. 29 квітня на вході до меморіалу замінили дату початку Другої світової війни на Волині на фактичну: з «1941» на «1939». 23 серпня з центрального обеліска зняли радянську зірку.

## Світлини

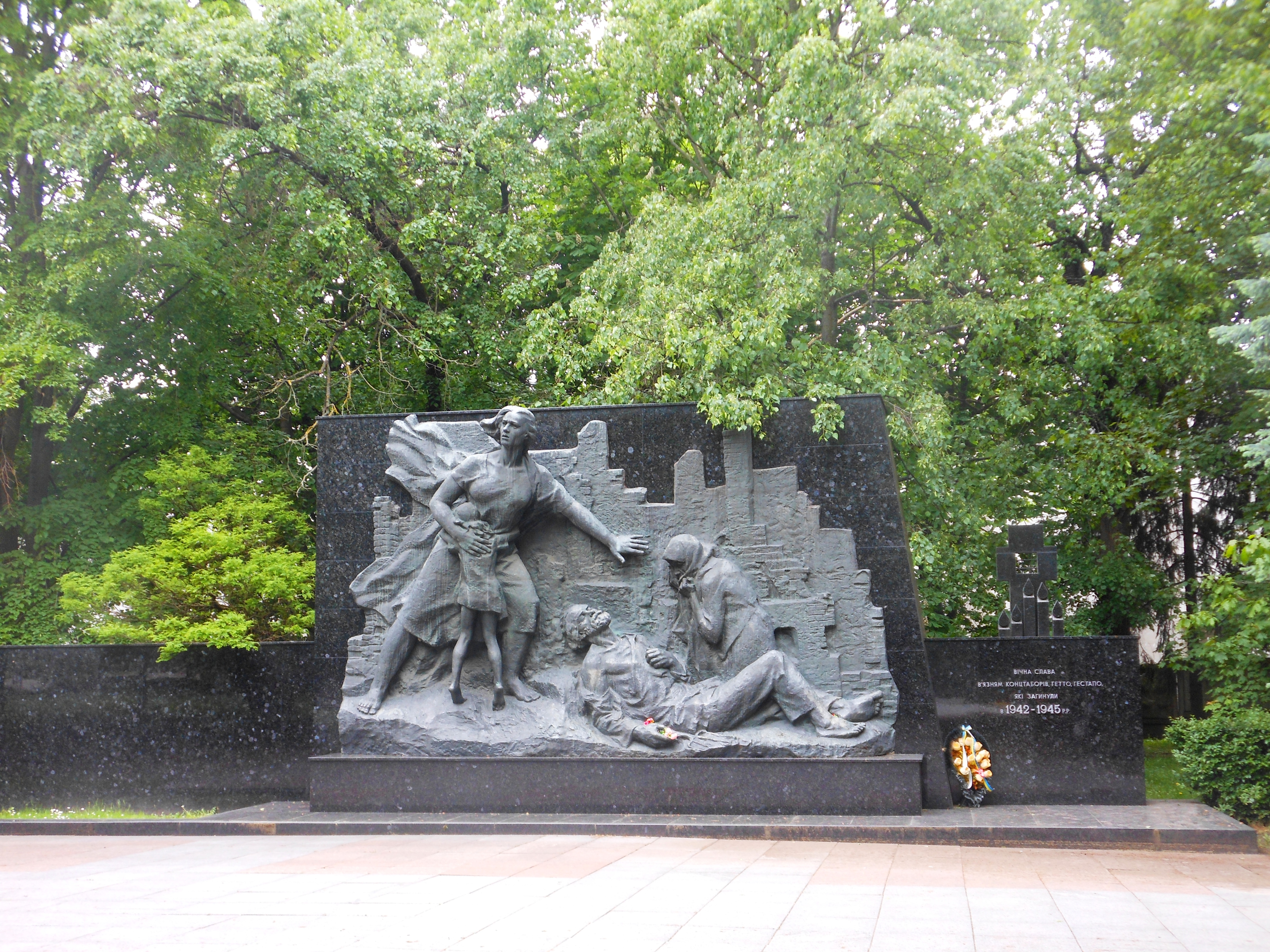
«Прокляття фашизму»
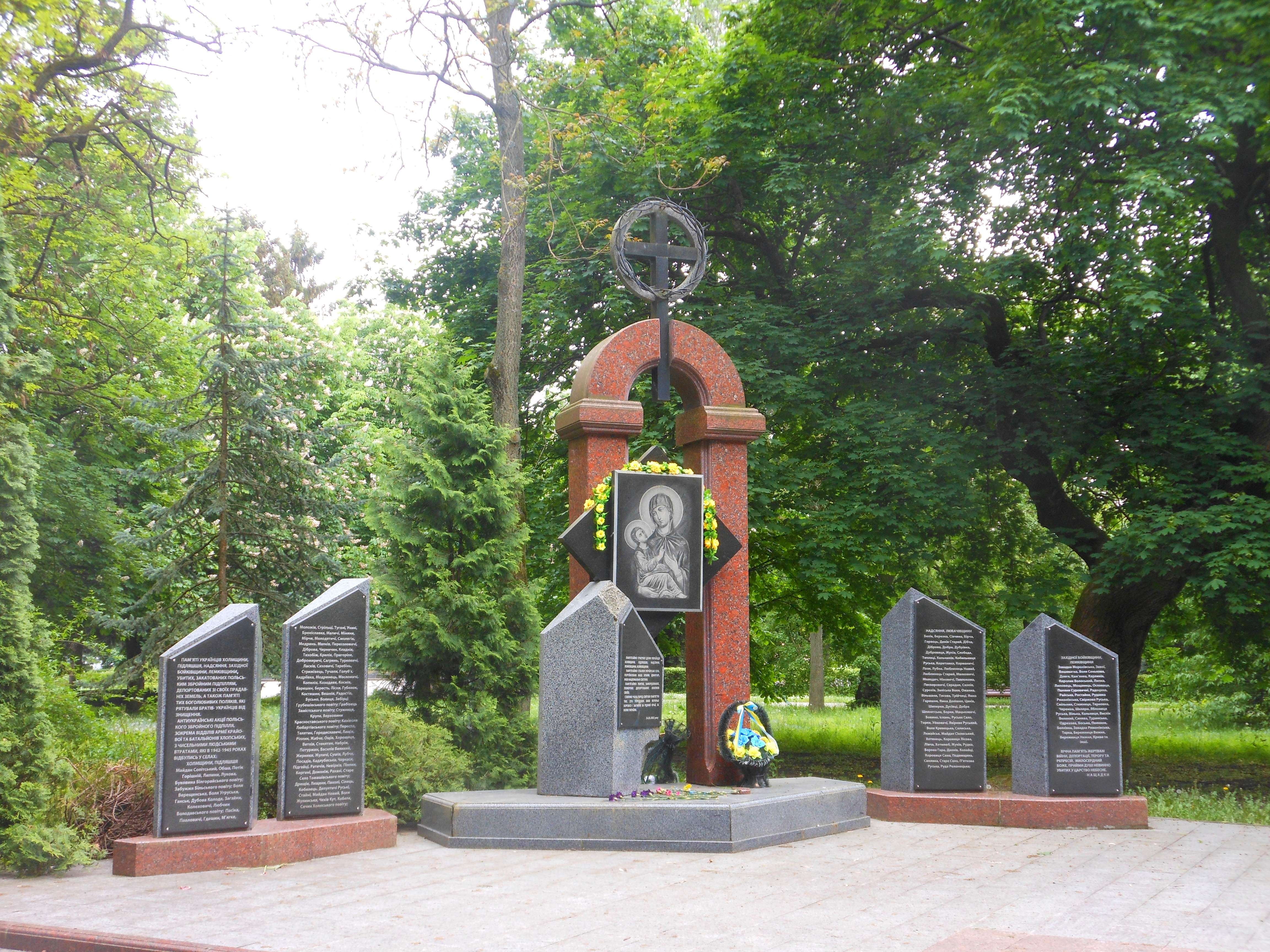
Пам'ятник українцям Холмщини, Підляшшя, Надсяння, Лемківщини та Бойківщини
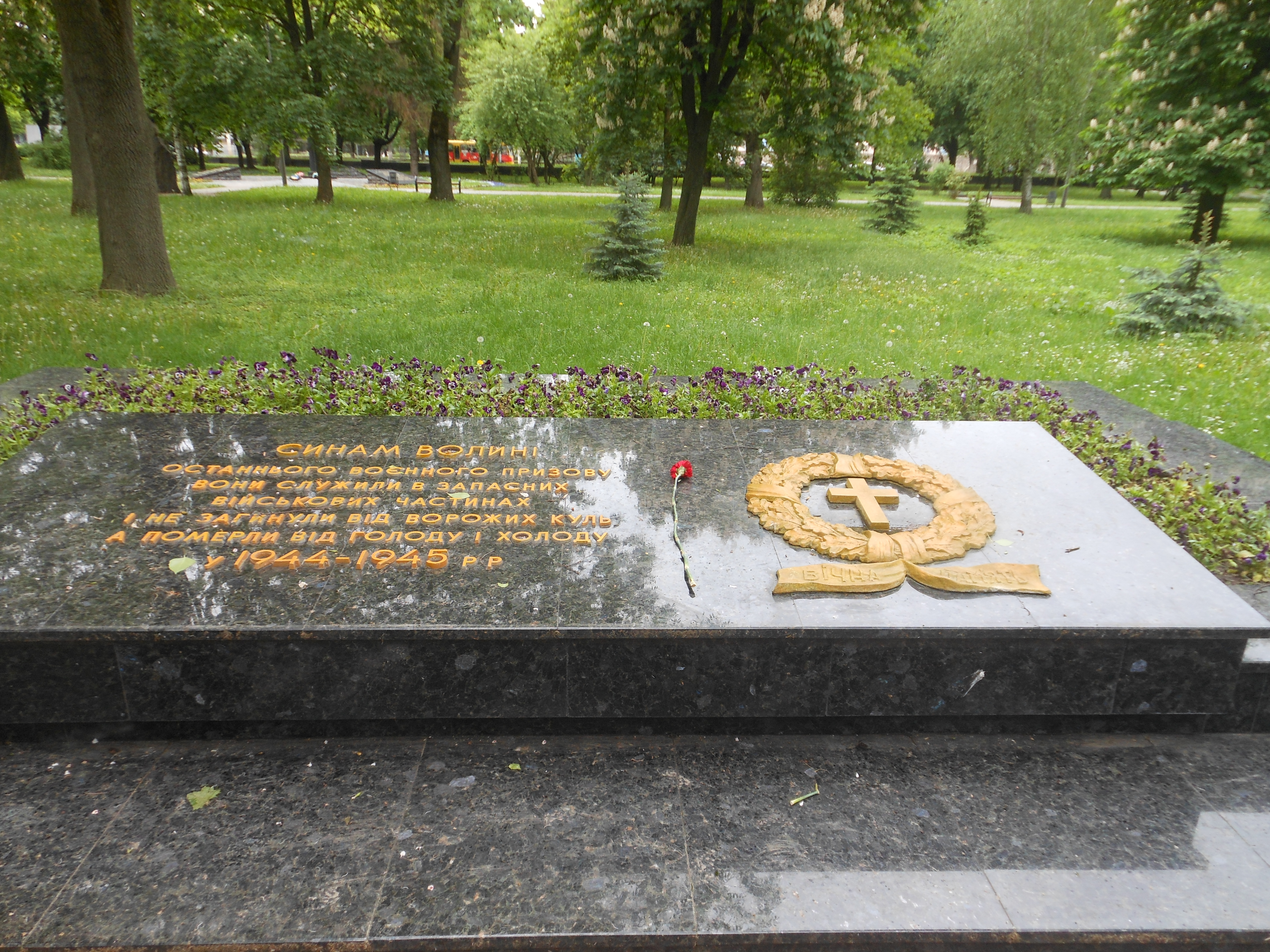
Плита на пам'ять про волинян останнього воєнного призову
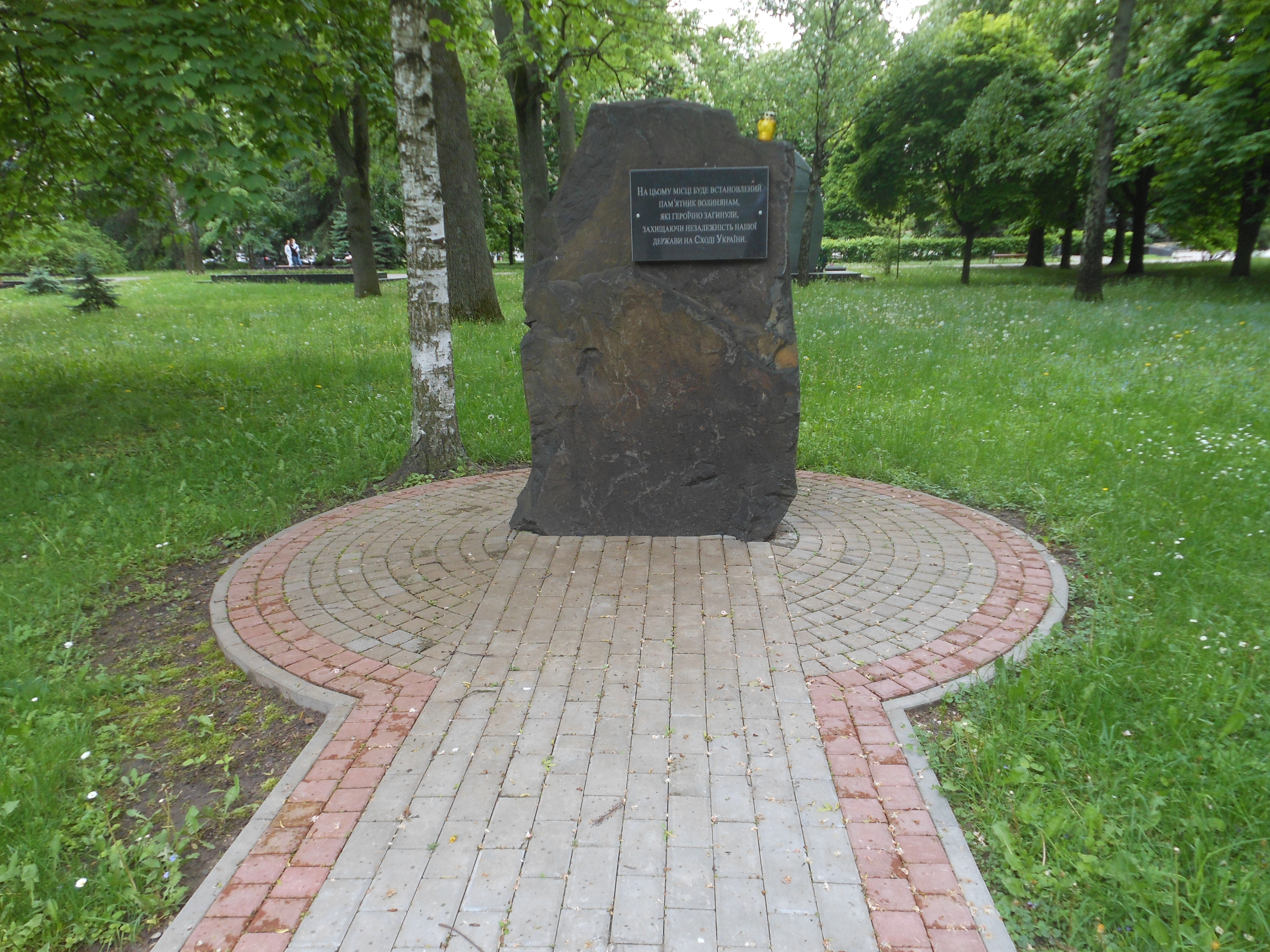
Тимчасовий знак на місці майбутнього пам'ятника полеглим на Сході України